# Nagórzany (Łękawa)
Nagórzany (pocz. Nagorzany) – część wsi Łękawa w Polsce położona w województwie świętokrzyskim, w powiecie kazimierskim, w gminie Kazimierza Wielka.
Dawniej siedziba gminy Nagórzany.
W latach 1975–1998 miejscowość administracyjnie należała do województwa kieleckiego.